# Lespesia bigeminata
Lespesia bigeminata là một loài ruồi trong họ Tachinidae.